# Petrovy v grippe
Petrovy v grippe (russisk: Петровы в гриппе) er en russisk spillefilm fra 2021 af Kirill Serebrennikov.

## Medvirkende
- Semjon Serzin som Petrov
- Tjulpan Khamatova som Nurlinsa Petrova
- Vladislav Semiletkov
- Jurij Kolokolnikov som Igor Artyukhin
- Ivan Dorn som Sergej